# Kotterberg
Kotterberg war ein Ortsteil von Overath im Rheinisch-Bergischen Kreis in Nordrhein-Westfalen, Deutschland.
Der Ort fiel in der ersten Hälfte des 20. Jahrhunderts wüst.

## Lage
Der ehemalige Hofplatz Kotterberg ist nur noch in älteren Schriften zu finden. Er lag in der Nähe von Kotten an der Strecke der heutigen Bundesautobahn 4 und wurde in den 1930er/40er Jahren aufgegeben.

## Geschichte
Der Ort ist ab der Preußischen Neuaufnahme von 1895 auf Messtischblättern als Kotterberg verzeichnet, auf der Ausgabe 1933 ist er letztmals kartografisch auf Messtischblättern verzeichnet.
Die Liste Einwohner und Viehstand von 1848 registriert in Kottenberg lediglich die fünfköpfige Familie des Tagelöhners Johann Reichenbach, drei Kinder, kein Viehbesitz, arm.
Die Gemeinde- und Gutbezirksstatistik der Rheinprovinz führt Kotterberg 1871 mit zwei Wohnhäusern und neun Einwohnern auf. Im Gemeindelexikon für die Provinz Rheinland von 1888 wird für Kotterberg ein Wohnhaus mit zwei Einwohnern angegeben. 1895 besaß der Ort ebenfalls ein Wohnhaus mit zwei Einwohnern, für 1905 wurden ein Wohnhaus und sechs Einwohner angegeben.
Der Hausnummerierungskataster von 1907 verzeichnet in Kotterberg als einzigen Hauseigentümer und Bewohner einen Johann Hasberg.
In den 1930er/40er Jahren wurde der Ort abgetragen. In den 1970er Jahren wurde direkt an der Wüstung vorbei die Bundesautobahn 4 trassiert.